# استان ساونا
استان ساونا (به ایتالیایی: Provincia di Savona) از استان‌های کشور ایتالیا است. استان ساونا در شمال غرب این کشور قرار دارد. مرکز این استان شهر ساونا و زیرمجموعه ناحیه لیگوریا می‌باشد. مساحت این استان ۱٬۵۴۵ کیلومتر مربع و جمعیت آن	۲۸۶٬۱۰۷  نفر است.